# غارفيلد شو
غارفيلد شو (بالإنجليزية: Garfield Shaw)‏ (27 أغسطس 1972 في جامايكا - ) هو لاعب كرة قدم جامايكي في مركز الوسط. لعب مع Minnesota Thunder ‏ وMaryland Mania ‏ وWashington Warthogs ‏.

## وصلات خارجية
- غارفيلد شو على موقع قاعدة بيانات كرة القدم.إي يو (الإنجليزية)